# Megalomus navasi
Megalomus navasi är en insektsart som beskrevs av Marc Lacroix 1912. Megalomus navasi ingår i släktet Megalomus och familjen florsländor. Inga underarter finns listade i Catalogue of Life.